# Kent Gap
Das Kent Gap ist eine mit Eis angefüllte Scharte im westantarktischen Queen Elizabeth Land. In der Forrestal Range der Pensacola Mountains verbindet sie das May Valley mit dem Entstehungsgebiet des Chambers-Gletschers und markiert die Wasserscheide zwischen den Tafelbergen Lexington Table und Saratoga Table.
Kartografisch erfasst wurde sie durch Vermessungsarbeiten des United States Geological Survey und mithilfe von Luftaufnahmen der United States Navy von 1956 bis 1966. Das Advisory Committee on Antarctic Names benannte sie nach Kenneth K. Kent, Elektrotechniker auf der Ellsworth-Station im Winter 1957.